# معتمدية بالخير
معتمدية بلخير إحدى معتمديات الجمهورية التونسية، تابعة لولاية قفصة.
يبلغ عدد سكانها 14,784 سنة 2016.
تبلغ مساحة معتمدية بلخير 840.21 كم² وتتكوَن من 6 عمادات و هي كالآتي :
- العيايشة (3142 ساكن)
- بلخير (3063 ساكن)
- جبيلة الوسط (2610 ساكن)
- الطلح الغربية (2269 ساكن)
- أولاد الحاج (2053 ساكن)
- الطلح الشرقية (1647 ساكن)

## مواضيع ذات علاقة
- ولاية قفصة.